# وين الغلط (مسلسل)
وين الغلط هو مسلسل سوري كوميدي لا يخلو من النقد والفكاهة، يتحدث عن مجموعة من القصص بطلاهما غوار وأبو عنتر يقومون بالنصب والاحتيال على الناس كي يعيشوا باستقرار. تم إنتاجُه سنة 1979، من تأليف دريد لحام ومحمد الماغوط، وإخراج خلدون المالح ودريد لحام، وساعد في الإخراج انيتادوردي و سمير غريبة.

## طاقم العمل
1. دريد لحام (غوار الطوشة)
2. ناجي جبر (أبوعنتر)
3. ياسين بقوش (ياسينو)
4. سامية الجزائري (أم ياسين)
5. عمر حجو (أدوار مختلفة)
6. صباح الجزائري (أدوار مختلفة)
7. شاكر بريخان(أدوار مختلفة)
8. ايمان كامل (أدوار مختلفة)
9. نبيل خزام (أدوار مختلفة)
10. غادة الشمعة (أدوار مختلفة)
11. محمد طرقجي (أدوار مختلفة)
12. أحمد مساخي (أدوار مختلفة)